# Борейко, Владимир Яковлевич
Владимир Яковлевич Борейко (род. 1957) — российский спасатель.

## Биография
Родился 25 февраля 1957 года в подмосковном Монино.
Получил два высших образования: военный радиоинженер и менеджер (по специальности «Государственное и муниципальное управление»).
С 1992 года работает в МЧС. До 2007 года — заместитель Директора Департамента международной деятельности МЧС России. 
С 2007 года по 2009 год Советник Генерального секретаря ОДКБ. 
В 2001 году прошёл специальную подготовку в Швейцарии по методике оценки последствий стихийных бедствий и координации ООН UNDAC и является представителем Российской Федерации в UNDAC.

## Гуманитарные и спасательные операции
Борейко В. Я. более сотни раз участвовал в ликвидации последствий чрезвычайных ситуаций в разных точках земного шара.
Организовал и лично участвовал в более чем 20 операциях по эвакуации российских граждан из зон ЧС и вооруженных конфликтов (Йемена,Руанды, Танзании, Заира, Ирака,Пакистана, Югославии) и др.
Участник более 50 гуманитарных операции Российской Федерации по оказанию помощи населению иностранных государств при чрезвычайных ситуациях, наиболее значимые из которых: доставка грузов гуманитарной помощи населению республик бывшей Югославии в ходе войны 1993—1995 гг.; освобождения Афганистана от Талибов в 2001 году, землетрясения в Турции и на о.Тайвань в 1999 году, в Индии в 2001 году, в Иране (г. Бам) в 2003 году, Индонезии и Пакистане в 2005 году и цунами на о. Шри-Ланка в 2004 году.

## Награды
Указом Президента Российской Федерации награждён Орденом «За военные заслуги»
- Медалью ордена «За заслуги перед отечеством».
- Медалью УВКБ ООН и МЧС России «Участник чрезвычайных гуманитарных операций».[1]